# Uladsimir Huljaj

Bischofswappen von Uladzimir Huljaj

Uladsimir Huljaj (belarussisch Уладзімір Гуляй; * 14. Juni 1975 in Waukawysk, Belarussische SSR) ist ein belarussischer römisch-katholischer Geistlicher und Bischof von Hrodna.

## Leben
Uladsimir Huljaj studierte von 1992 bis 1998 Philosophie und Katholische Theologie am Priesterseminar in Hrodna. Am 26. Juni 1999 empfing er in der Franz-Xaver-Kathedrale in Hrodna durch den Bischof von Hrodna, Aleksander Kaszkiewicz, das Sakrament der Priesterweihe für das Bistum Hrodna.
Nach der Priesterweihe war Huljaj zunächst kurzzeitig als Pfarrvikar an der Franz-Xaver-Kathedrale in Hrodna tätig, bevor er 2001 Präfekt am Priesterseminar in Hrodna wurde. Ab 2003 war er Pfarrer der Pfarrei Kreuzerhöhung in Lida. Zudem lehrte er ab September 2001 Dogmatik am Priesterseminar in Hrodna und am Katechetischen Institut des Bistums Hrodna. Darüber hinaus fungierte Huljaj ab November 2006 als Bischofsvikar für die Pastoral in der Region Lida und ab 2016 auch als Domherr an der Franz-Xaver-Kathedrale in Hrodna. Daneben wurde er 2011 an der Katholischen Universität Lublin Johannes Paul II. zum Doktor der Theologie im Fach Dogmatik promoviert.
Am 5. April 2024 ernannte ihn Papst Franziskus zum Koadjutorbischof von Hrodna. Der Apostolische Nuntius in Belarus, Erzbischof Ante Jozić, spendete ihm am 25. Mai desselben Jahres in der Franz-Xaver-Kathedrale in Hrodna die Bischofsweihe; Mitkonsekratoren waren der Bischof von Hrodna, Aleksander Kaszkiewicz, und der Erzbischof von Minsk-Mahiljou, Iossif Staneuski.
Uladsimir Huljaj wurde am 30. September 2024 in Nachfolge von Aleksander Kaszkiewicz, dessen altersbedingtes Rücktrittsgesuch am selben Tag angenommen worden war, Bischof von Hrodna.